# 9K38 Igla

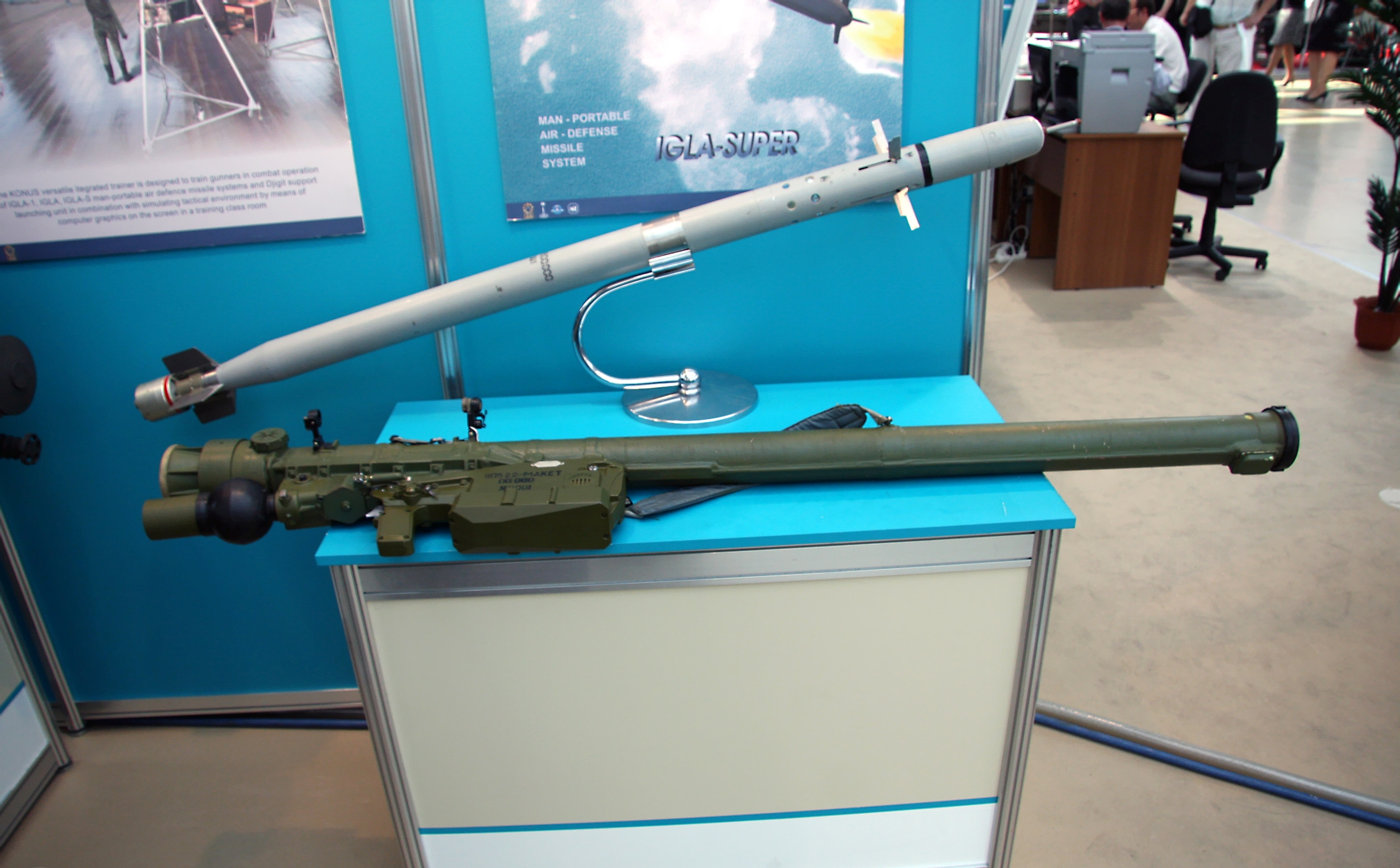
Střela s odpalovacím zařízením

9K38 Igla (rusky Игла́, „jehla“) je ruský/sovětský z ramene odpalovaný přenosný protiletadlový raketový komplet. „9K38“ je označení v rámci Indexu GRAU. V kódu NATO nese označení SA-18 Grouse. Starší a jednodušší varianta nese označení 9K310 Igla-1 nebo SA-16 Gimlet. Nejnovější verze je označena 9K338 Igla-S, resp. SA-24 Grinch. Ta se do služeb ruské armády dostala v roce 2004.
Existuje i dvouhlavňové zařízení 9K38 zvané Džigit.
Vývoj systému Igla začal v OKB Kolomna v roce 1972. Na rozdíl od původních zpráv není Igla vylepšenou verzí starších typů jako Strela-2 nebo  Strela-3, ale nový projekt.
Nasazení se Igla dočkala např. během války v Zálivu, kdy byl s její pomocí sestřelen letoun Panavia Tornado či operace Rozhodná síla, kdy poslala k zemi francouzskou Mirage 2000D. Dále byl zaznamenán sestřel ukrajinského letounu Iljušin Il-76 pomocí střely Igla na letišti v Luhansku. Během invaze na Ukrajinu v roce 2022 si při obraně Kyjeva střela Igla-1 připsala sestřel ruského Su-34.
V ruské armádě je postupně nahrazována systémem 9K333 Verba.